# Tomaso (arcivescovo di Milano)
Tomaso (Milano, ... – Milano, 27 settembre 783) è stato un arcivescovo italiano, arcivescovo di Milano dal 759 al 783.

## Biografia
Secondo una tradizione durata almeno fino al XIX secolo, veniva presentato come membro della famiglia aristocratica milanese dei Grassi.
Tomaso fu eletto arcivescovo di Milano il 22 settembre 759. Con l'inizio del suo episcopato si fa tradizionalmente incominciare anche l'effettiva influenza dei Franchi sul suolo lombardo, ed in particolare su Milano. Il re dei Franchi intendeva uniformare tutti i riti della Chiesa cattolica nei territori sotto il proprio dominio e Tomaso si oppose energicamente in difesa del secolare rito ambrosiano, esclusivo della Chiesa di Milano.
Fu con la reggenza di Tomaso, inoltre, che si ebbero i primi documenti d'archivio ancora oggi conservati e relativi all'amministrazione della curia milanese; grazie ad uno di questi scritti, inoltre, apprendiamo che durante il suo periodo di governo dell'arcidiocesi milanese un tale Totone di Campiglione (Campione d'Italia) fece costruire un ospedale affidato all'amministrazione della basilica di sant'Ambrogio.
Fu sempre Tomaso che ricostruì lo scurolo della chiesa di San Calimero, adornando la struttura con marmi bianchi, probabilmente recuperati da precedenti strutture romane, secondo l'uso dell'epoca; donò alla basilica anche un palio d'oro, oggi perduto.
Il 2 giugno 781 Carlo Magno, non ancora incoronato imperatore, chiese a Tommaso, di battezzare la propria figlia Gisla ed egli stesso presenziò alla cerimonia. Già in precedenza, lo stesso Carlo Magno era stato incoronato re dei Franchi nel Duomo di Monza dallo stesso Tomaso, il quale aveva consacrato principi anche i figli di questo, Pipino e Ludovico. Il futuro imperatore, in cambio, riconobbe ai vescovi di Milano il privilegio di incoronare i futuri re dei Franchi.
Nel 769 intervenne al Concilio Lateranense a Roma.
Tomaso morì a Milano il 27 settembre 783. Fu sepolto nella Basilica di San Lorenzo Maggiore. 
Il vescovo è venerato come santo dalla Chiesa Ambrosiana, malgrado il suo nome non sia iscritto nel Martirologio Romano. Un suo dipinto è nel Museo Diocesano presso la Basilica di Sant'Eustorgio.